# Клодницкий, Иван Клементьевич

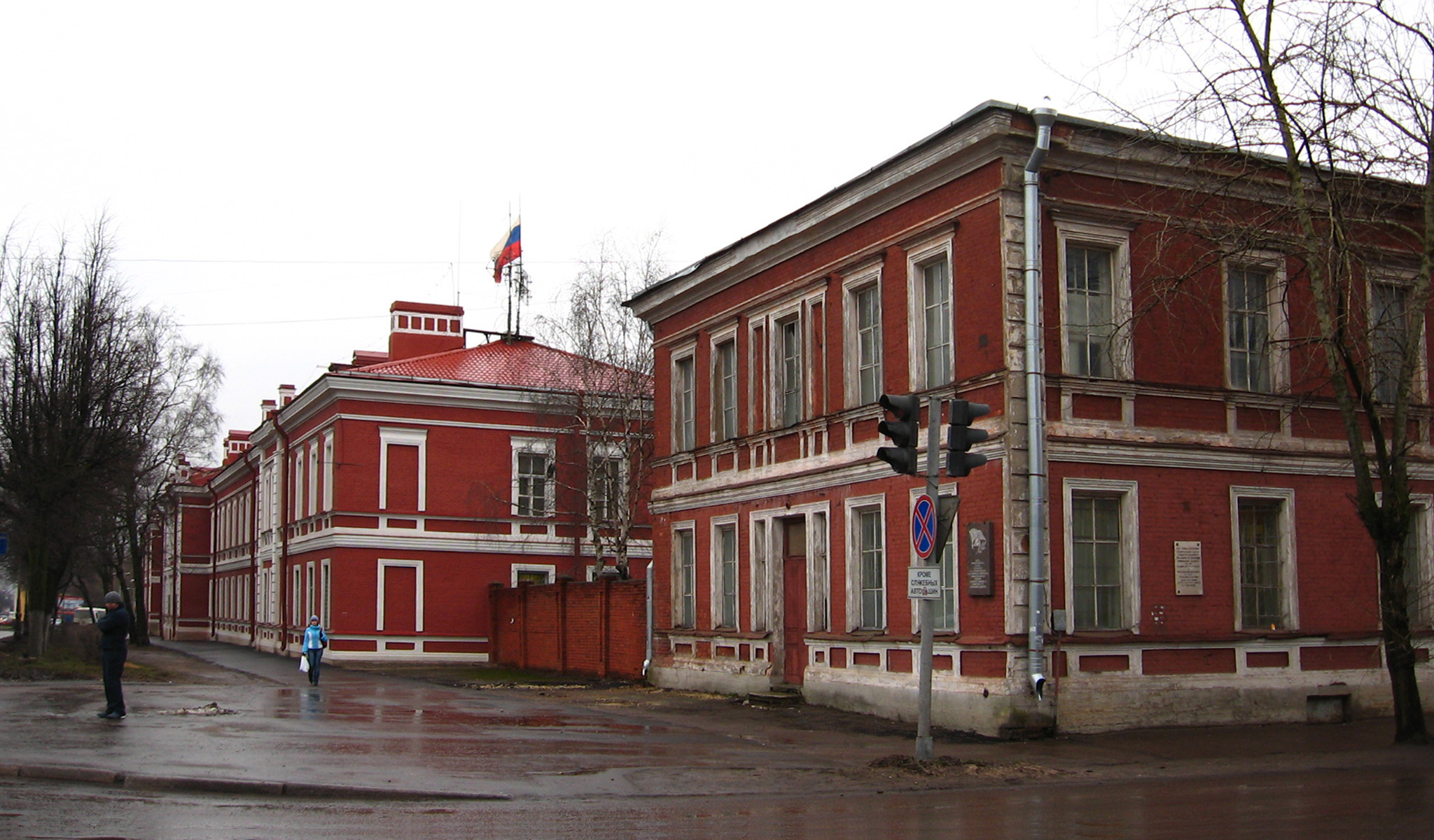
Красные казармы, построенные по проекту И. К. Клодницкого

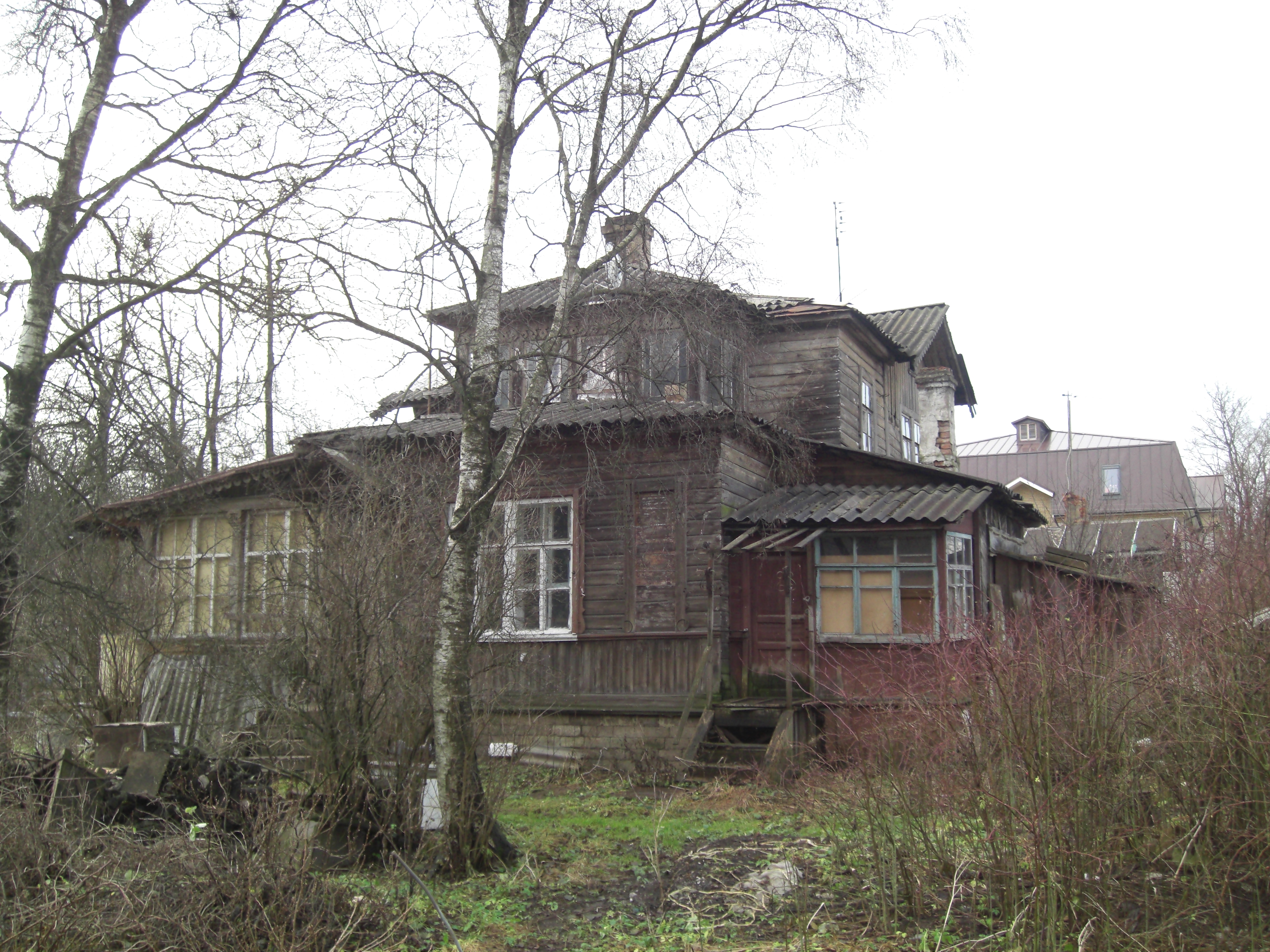
Усадьба Клодницкого в Гатчине

Иван Клеме́нтьевич Клодни́цкий (1844—1898) — военный инженер, строитель и архитектор, работавший в городе Гатчине.

## Биография
Родился в 1844 году. Его брат — Клементий Клементьевич Клодницкий (1847—1895) — гвардии полковник, похоронен на Новом кладбище Гатчины.
В 1866 году окончил Инженерный корпус, в котором учился рисованию, черчению, архитектуре и фортификации. В том же году начал военную службу.
В 1878 году был переведён в Царскосельскую инженерную дистанцию, где начал работу по перестройке Ингербургского городка для размещения 23-й артиллерийской бригады. Помимо казарм, которые получили название «красных», были построены конюшни, оружейный сарай и кухня для двух батарей. Этот комплекс был построен к 1891 году.
Также Клодницкий руководил строительством сторожек в гатчинских парках, проекты которых были разработаны архитектором Л. Ф. Шперером.
В 1881 году Клодницкий разработал проект строительства усадьбы для своей тёщи П. И. Аскоченской. Дом с флигелем и службами предполагалось построить на углу Малогатчинской и Багговутовской улиц. Однако данный проект реализован не был.
В 1887 году жена Клодницкого, Надежда Аристарховна, приобрела усадьбу на углу Елизаветинской и Александровской улиц. После этого жилой дом был перестроен по проекту И. К. Клодницкого, и это место стало известно как усадьба Клодницких.
Умер 16 (28) сентября 1898 года.